# 더 피라미드 (2014년 영화)
《더 피라미드》(The Pyramid)는 미국에서 제작된 그레고리 르바쇠르 감독의 2014년 파운드 푸티지 초자연 공포, 스릴러, 액션 영화이다. 르바쇠르의 감독 데뷔작이다. 애슐리 힌쇼 등이 주연으로 출연하였고 알렉상드르 아자 등이 제작에 참여하였다.
2014년 12월 5일 개봉되었으며 비평가들로부터 부정적인 평가를 받았다.

## 출연진

### 주연
- 애슐리 힌쇼
- 제임스 버클리
- 데니스 오헤어

### 조연
- 크리스타마리 니콜라
- 아미르 K
- 요셉 베델렘
- 다니엘 아머맨
- 가르샤 아리스토스
- 오마르 벤브라힘

## 제작진
- 배역: 마이클 호손